# Flavina striata
Flavina striata är en insektsart som beskrevs av William Lucas Distant 1906. Flavina striata ingår i släktet Flavina och familjen sköldstritar. Inga underarter finns listade i Catalogue of Life.